# Denis Genreau
Denis Genreau (Parigi, 21 maggio 1999) è un calciatore francese naturalizzato australiano, centrocampista del Deportivo La Coruña.

## Biografia
Nato in Francia, si è trasferito da piccolo con la famiglia a Melbourne, dove i genitori avevano trascorso il viaggio di nozze.

## Carriera

### Club
Cresciuto nel settore giovanile del Melbourne City, ha esordito in prima squadra il 27 dicembre 2016, a soli 17 anni, nella partita pareggiata per 3-3 contro il Perth Glory.
Il 26 giugno 2018 passa in prestito al PEC Zwolle, dove ritrova il suo ex allenatore John van't Schip.

### Nazionale
Ha disputato 2 partite con la nazionale Under-20 australiana.
Nell'ottobre 2018 riceve la sua prima chiamata dalla nazionale maggiore australiana.

## Statistiche

### Presenze e reti nei club
Statistiche aggiornate al 23 novembre 2024.
| Stagione              | Squadra               | Campionato            | Campionato | Campionato | Coppe nazionali | Coppe nazionali | Coppe nazionali | Coppe continentali | Coppe continentali | Coppe continentali | Altre coppe | Altre coppe | Altre coppe | Totale | Totale | Totale |
| Stagione              | Squadra               | Comp                  | Pres       | Reti       | Comp            | Pres            | Reti            | Comp               | Pres               | Reti               | Comp        | Pres        | Reti        | Pres   | Reti   |        |
| --------------------- | --------------------- | --------------------- | ---------- | ---------- | --------------- | --------------- | --------------- | ------------------ | ------------------ | ------------------ | ----------- | ----------- | ----------- | ------ | ------ | ------ |
| 2016-2017             | Melbourne City        | AL                    | 4          | 0          | FFACup          | 0               | 0               | -                  | -                  | -                  | -           | -           | -           | 4      | 0      |        |
| 2017-2018             | Melbourne City        | AL                    | 1          | 0          | FFACup          | 1               | 1               | -                  | -                  | -                  | -           | -           | -           | 2      | 1      |        |
| 2018-2019             | PEC Zwolle            | ED                    | 10         | 0          | CO              | 0               | 0               | -                  | -                  | -                  | -           | -           | -           | 10     | 0      |        |
| 2019-2020             | Melbourne City        | AL                    | 6          | 0          | FFACup          | 1               | 0               | -                  | -                  | -                  | -           | -           | -           | 4      | 0      |        |
| Totale Melbourne City | Totale Melbourne City | Totale Melbourne City | 11         | 0          |                 | 2               | 1               | -                  | -                  | -                  | -           | -           | -           | 13     | 1      |        |
| 2020-2021             | Macarthur             | AL                    | 23         | 2          | -               | -               | -               | -                  | -                  | -                  | -           | -           | -           | 23     | 2      |        |
| 2021-2022             | Tolosa                | L2                    | 34         | 2          | CF              | 3               | 0               | -                  | -                  | -                  | -           | -           | -           | 37     | 2      |        |
| 2022-2023             | Tolosa                | L1                    | 20         | 0          | CF              | 0               | 0               | -                  | -                  | -                  | -           | -           | -           | 20     | 0      |        |
| 2023-2024             | Tolosa                | L1                    | 9          | 0          | CF              | 0               | 0               | UEL                | 4                  | 0                  | SF          | 0           | 0           | 13     | 0      |        |
| 2024-2025             | Tolosa                | L1                    | 3          | 0          | CF              | -               | -               | -                  | -                  | -                  | -           | -           | -           | 3      | 0      |        |
| Totale Tolosa         | Totale Tolosa         | Totale Tolosa         | 66         | 2          |                 | 3               | 0               |                    | 4                  | 0                  |             | 0           | 0           | 73     | 2      |        |
| 2024-2025             | Tolosa 2              | N3                    | 1          | 0          | -               | -               | -               | -                  | -                  | -                  | -           | -           | -           | 1      | 0      |        |
| Totale carriera       | Totale carriera       | Totale carriera       | 111        | 4          |                 | 5               | 1               |                    | 4                  | 0                  |             | 0           | 0           | 120    | 5      |        |

## Palmarès

### Club

#### Competizioni nazionali
- Ligue 2: 1

Tolosa: 2021-2022
- Coppa di Francia: 1

Tolosa: 2022-2023